# Unrepentant Geraldines
Unrepentant Geraldines —en español: Geraldines obstinadas— es el decimocuarto álbum de estudio de la cantante, compositora y pianista estadounidense Tori Amos. Bajo el sello Mercury Classics, el álbum salió a la venta el 9 de mayo de 2014 en formato de CD estándar, descarga digital, de edición limitada (CD + DVD), y dos LP de vinilo del disco.

## Antecedentes
Durante la gira de Abnormally attracted to sin en 2009, Amos se sentía como si hubiera bloqueado su capacidad creativa y necesitaba encontrar una nueva manera de hacer música. Esto la llevó a realizar proyectos fuera del género pop/rock, donde se puede mencionar la música tradicional navideña (en Midwinter graces) y música clásica (en Night of hunters) y el musical The Light Princess, así como la regrabación orquestal incluidas en Gold dust. Sintiéndose fortalecida y con un nuevo enfoque, Unrepentant Geraldines marca el regreso de Amos al pop y rock alternativo. Se describe como el regreso a "su identidad esencial como creadora de canciones contemporáneas de exquisita belleza" con un álbum de "música inspiradora y personal". Según Amos, las canciones del álbum tuvieron una ardua preparación, la exploración de diferentes estilos y temas. Amos dijo que ella había escrito las canciones "en secreto", disfrutando de la libertad de no trabajar con un numeroso grupo de músicos. Ella describió al álbum como diferentes instantáneas de su vida y las cosas que había observado.
Unrepentant Geraldines se describe como "un retrato elogioso de las experiencias de la cantante con el arte visual". Amos declaró:

Siempre me he sentido inspirada por artistas visuales de todos los medios, ya que, al igual que con la música, el arte no es un trabajo que puede ir y dejar partir, pero es algo que define quién y qué eres [...] Los artistas visuales sacuden nuestro cerebro y nos obligan a mirar todo, a partir de objetos que uno normalmente no observa dos veces y que tal vez la gente no se percata. En una imagen, pueden recordarnos el poder de la naturaleza para encantar, así como el intento infructuoso de la humanidad para abrumar, o simplemente aproximarse a ella. A través de la aplicación de un artista visual: tono, forma, patrón y pigmento, no sólo me empiezo a ver, sino que honestamente puedo decir que me pongo a escuchar.

El título del álbum refleja a las mujeres sin remordimientos que no pedirán perdón por sus acciones y creencias. Una amplia gama de temáticas se exploran en el álbum: la "otra" «América», el envejecimiento en «16 shades of blue», la emoción del peligro en «Trouble's lament», sobre no olvidar la imaginación infantil en «Rose Dover», los escándalos de vigilancia de NSA en «Giant's rolling pin», y hacer las paces con la evocadora de recuerdos y la duda de sí mismo en «Oysters». Natashya "Tash" Lórien Hawley, la hija de Amos aparece como compañera de dúo en «Promise». Según consta fue una gran influencia en el grabación, la exposición de Amos a una perspectiva diferente a la suya.

## Lista de canciones

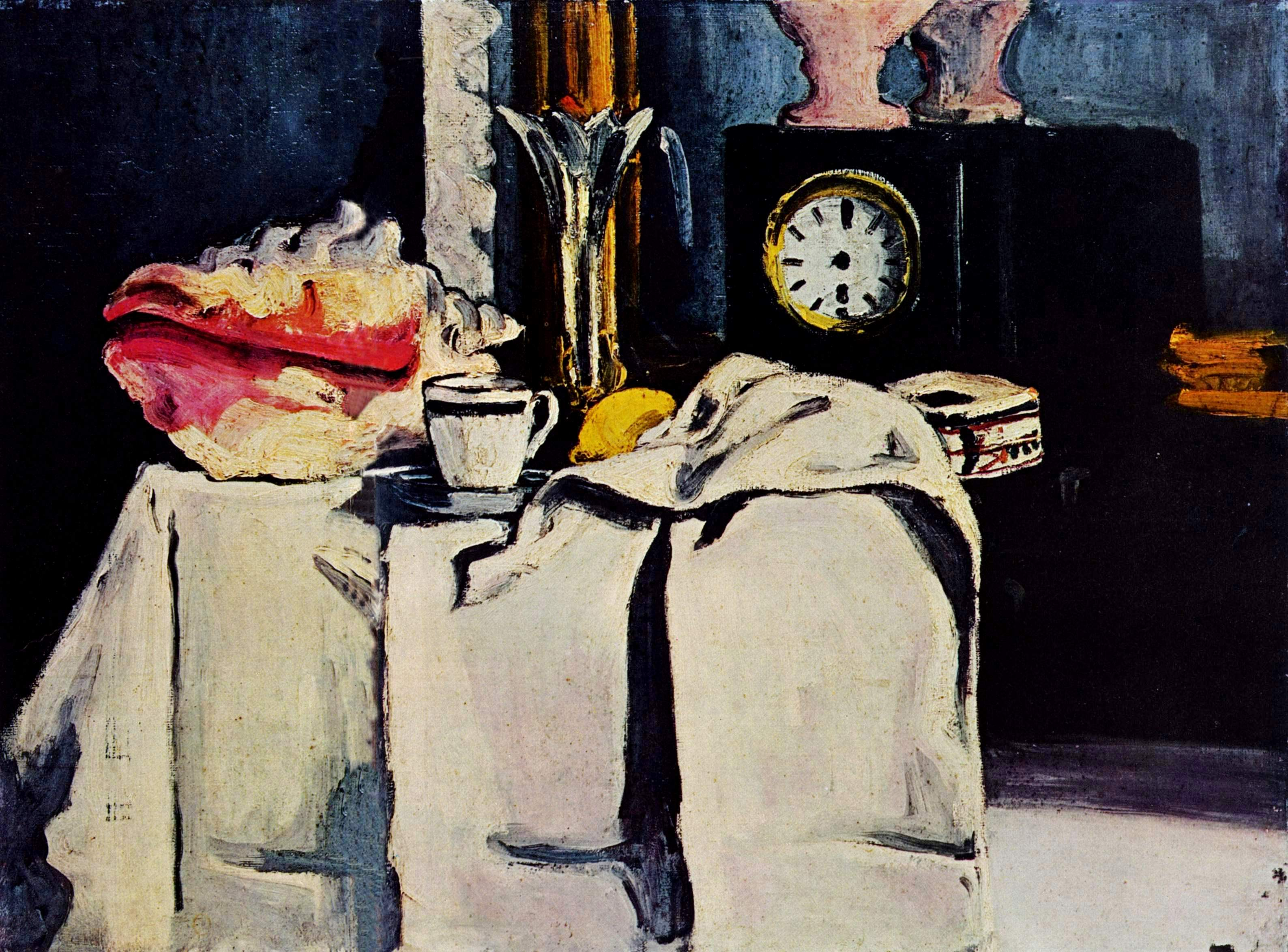
El pintor impresionista Cézanne fue una inspiración para Amos, específicamente a través de The Black Marble Clock (c.1870).

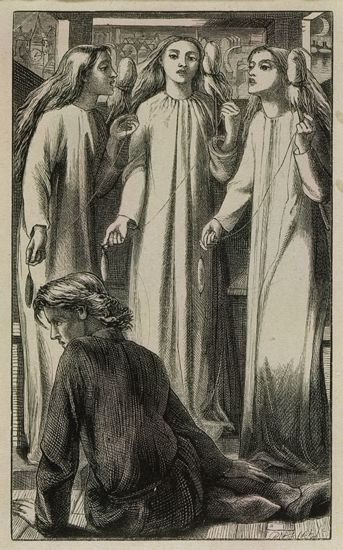
En un xilografía ilustrada The Maids of Elfen-Mere de Rosetti (1855)
fue hecha originalmente para un poema de William Allingham.

Todas las canciones escritas y compuestas por Tori Amos. 
| Edición estándar |                          |                                            |          |  |
| N.º              | Título                   | Inspiración visual:                        | Duración |  |
| 1.               | «America»                | La fotografía de Diane Arbus.              | 4:11     |  |
| 2.               | «Trouble's lament»       |                                            | 3:41     |  |
| 3.               | «Wild way»               |                                            | 2:54     |  |
| 4.               | «Wedding day»            |                                            | 3:42     |  |
| 5.               | «Weatherman»             |                                            | 4:38     |  |
| 6.               | «16 shades of blue»      | La pintura de Paul Cézanne.                | 3:49     |  |
| 7.               | «Maids of Elfen-Mere»    | The Maids of Elfen-Mere de Dante Rossetti. | 2:50     |  |
| 8.               | «Promise»                |                                            | 4:02     |  |
| 9.               | «Giant's rolling pin»    |                                            | 4:09     |  |
| 10.              | «Selkie»                 | Mitología silkies.                         | 4:05     |  |
| 11.              | «Unrepentant Geraldines» | Grabado de "Geraldine" por Daniel Maclise. | 6:55     |  |
| 12.              | «Oysters»                |                                            | 5:12     |  |
| 13.              | «Rose Dover»             |                                            | 3:55     |  |
| 14.              | «Invisible boy»          |                                            | 4:56     |  |

| Edición de lujo - bonus track |                   |          |  |
| N.º                           | Título            | Duración |  |
| 15.                           | «Forest of glass» | 5:08     |  |

| Amazon bonus track |         |          |  |
| N.º                | Título  | Duración |  |
| 15.                | «Dixie» | 3:46     |  |

| iTunes bonus track |                          |          |  |
| N.º                | Título                   | Duración |  |
| 15.                | «White telephone to God» | 2:25     |  |

| Contenido DVD |                             |          |  |
| N.º           | Título                      | Duración |  |
| 1.            | «Avance del álbum»          |          |  |
| 2.            | «Entrevista con Tori»       |          |  |
| 3.            | «Tour estudio»              |          |  |
| 4.            | «Sesión de fotos del álbum» |          |  |

## Promoción
El material promocional, es decir, el detrás de las escenas de la sesión de fotos para el álbum fueron puestos en libertad en las redes sociales en febrero de 2014.
La portada oficial se reveló parte por parte en una cuenta regresiva en línea de 5 días, con un anuncio al día siguiente de la confirmación de la fecha de lanzamiento del álbum en Estados Unidos y el lanzamiento de conciertos en América del Norte.
El artwork y promos del álbum cuentan con imágenes filmadas por el fotógrafo de moda Amarpaul Kalirai.
Los fanes británicos que pedían el álbum de edición de lujo anticipadamente podían competir para ganar entradas para conciertos y un encuentro personal con Amos en Londres. Los pedidos anticipados del álbum en Estados Unidos dio a los fanáticos un código de preventa exclusiva para entradas de la gira.
Además, aquellos que compraron la edición de lujo podían subir pruebas de su pre-orden y competir en un concurso para entradas de primera fila, ediciones de vinilo firmadas del álbum y para conocer a Amos en un concierto.
La lista de canciones completa incluyendo «Trouble's lament» y su carátula fue anunciado por Amos en las redes sociales el 27 de marzo. El sencillo estuvo disponible para escuchar al día siguiente. La preventa digital del álbum en iTunes llegó a estar disponible en los EE. UU. a partir del 15 de abril. La edición exclusiva de iTunes incluye el bonus track «White telephone to God», y pre-pedidos daba acceso inmediato a la pista del álbum «Selkie».
El álbum será apoyado por el «Unrepentant Geraldines Tour» a partir del 5 de mayo de 2014, con escalas en toda Europa, América del Norte y Sudáfrica.  La gira cuenta con Amos en solitario, su primera gira mundial sin una banda de apoyo en casi 10 años. En la gira se verá tocar a Amos una multitud de instrumentos de piano y teclado, mezclando elementos acústicos y electrónicos.
En abril fue puesto en libertad un vídeo detrás de cámara donde se entrevista a Amos y realiza un comentario sobre la realización del álbum. Se destaca el breve muestreo de dos nuevas canciones: «Wedding day» y «América» Más comentarios de la entrevista fue puesto en libertad poco a poco, dejando al descubierto la inspiración y el proceso creativo del álbum, la necesidad de experimentar y cómo Amos vio el álbum como una amalgama de todo en su carrera hasta el momento.
El 8 de abril, Amos interpretó en un evento para la prensa y los ganadores de un concurso en Berlín,
Alemania. La performance incluye el sencillo «Trouble's lament» y «Selkie». En una entrevista de radio el día siguiente, «Promise» fue estrenada.
En los días previos a la fecha de lanzamiento del álbum, Amos participó en numerosas entrevistas de radio y prensa. SPIN fue anfitrión de una presentación en vivo de Amos en la ciudad de Nueva York el 29 de abril. El evento también fue transmitido. Amos fue invitado en Katie Couric's talk show el 30 de abril, actuando en directo en televisión. El 18 de mayo, Amos es invitada junto con el artista pop Paloma Faith en el programa Radio 2 de la BBC, Weekend Wogan.
Previas de cada canción se puso a disposición en sitios web de venta de música a partir 26 de abril. En NPR estrenó el corte «16 shades of blue» el 6 de mayo.

## Recepción crítica
Unrepentant Geraldines fue recibida con elogios de la crítica en general. La mayoría de los críticos coincidieron en que Tori Amos regresaba en plena forma y en el formato de éxito de su composición y producción de la década de los 90. Las pistas de piano encabezadas por «Oysters», «Invisible boy» y «Selkie» recibió elogios universales. Algunas de las pistas producidas experimentalmente del álbum, como «16 shades of blue» y «Giant's rolling pin», ha dividido a la crítica. En general, el álbum resultó ser un elegante y maduro regreso a lo básico de Amos:
NPR Bob Boilen y Robin Hilton la catalogó como la mejor grabación de su trayectoria en 20 años. Metro Weekly la llamó una adición hermosa y triunfal de su legado artístico. Trebutchet Magazine tuvo palabras de elogio, diciendo: "es un muy, muy buen disco, con mucha variedad y el tipo de minuciosa precisión y pulido que es francamente aterrador cuando se ve en todo su contexto." Renowned for Sound dio una calificación perfecta de 5 estrellas, calificándola de una obra maestra, muy por encima de la música pop a base de éxito comercial. Hot Press criticó positivamente al álbum, dándole 3.5 de 5 estrellas, encontrando un esfuerzo en cuanto lleva riesgos y características esenciales del ensueño que evoca el sonido clásico de Amos. Trebutchet Magazine le dio al álbum una crítica entusiasta: "en general, es un muy, muy buen disco, con mucha variedad y el tipo de esmerada precisión y pulido que francamente es aterrador cuando se ve en todo su contexto. Attitude dio al álbum una puntuación de 4 estrellas, señalando a «Invisible boy» como la pista destacada. Platten Tests revisores musicales alemanes dieron el registro 7 de 10, calificando como una hora de música maravillosa. La revista So So Gay le dio una crítica de 4/5, alabando las experimentaciones en la grabación y, al mismo tiempo destaca las canciones al piano clásico. Spiegel elogió al álbum señalando como un regreso triunfal de la cantante. New York Times ha destacado «Wild way» y «Wedding day» como las canciones más llamativas de la grabación. The Guardian hizo una revisión de 3 estrellas, elogiando la voz poderosa y pura de Amos y las pistas de piano dispersas,  buscando la experimentación sobre otras canciones para producir resultados mixtos. Wondering Sound's dio una opinión favorable encontrando a la grabación como la secuela natural con gracia sazonada de Scarlet's walk (2002), ignorando la salida "cuestionable" en el medio. Ampya dio 8 de 10, felicitando el "regreso" y la calidad de la voz de Amos y el piano en la evocación de "emociones cinematográficas". Exclaim otorgó 8 de 10, declarando que Amos es "su propio género" y la grabación es personal y fresca. La noruega Dagsavisen dio 5/6, escribiendo que el álbum "está lleno de grandes momentos".

## Personal
Músicos:
- Tori Amos – voz, piano Bösendorfer, Clavecín, Órgano Hammond, sintetizadores

Producción:
- Tori Amos – productor
- Mark Hawley – mezclador
- Marcel van Limbeek – mezclador
- Amarpaul Kalirai – fotógrafo